# Kozoroh (znamení)

Znamení Kozoroha

Kozoroh je desáté astrologické znamení zvěrokruhu mající původ v souhvězdí Kozoroha. V astrologii je Kozoroh považován za introvertní znamení.[zdroj?] Je také považován za zemské znamení.
Pro Kozorohy má být podle astrologů typická ambiciózní a cílevědomá povaha. Údajně mají v hlavě, že něčeho dosáhnou, ale moc pro to nedělají. Touží po uznání. Myslí dlouhodobě a dokážou se pro své cíle ledasčeho příjemného zříct. Podle astrologů jsou spolehliví a odpovědní. Svou povahou jsou údajně introverti a hloubky jejich duše zná prý jen pár blízkých přátel, před ostatními skrývají své zranitelné nitro pod pevnou slupkou. Údajně bývají hodně ironičtí a také často používají sarkasmus.
V západní astrologii je Slunce v konstelaci Kozoroha zhruba od 22. prosince do 20. ledna. V sideralistické astrologii je v ní zhruba od 13. ledna do 8. února.[zdroj?]

## Charakteristika znamení Kozoroh
Živel
Země
Planety
Saturn
Barva
Šedivá, hnědá, černá
Kameny
granát, záhněda, obsidián
Povaha
odvážná, ambiciózní, spolehlivý
Opačné znamení Rak
Byliny
Rozmarýn, tymián, kokoška pastuší tobolka